# Дятлы-сосуны
Дя́тлы-сосуны́ (лат. Sphyrapicus) — род птиц семейства дятловых. Объединяет 4 вида, распространённых в Северной Америке. Своё название получили благодаря особенности способа питания — птицы выдалбливают в древесине правильные ряды стандартных ячеек и кормятся истекающим древесным соком. Вместе с соком птицы употребляют в пищу насекомых, попавших в липкую ловушку.
Птица с жёстким хвостом и относительно длинными крыльями. Полёт волнообразный с чередованием быстрых взмахов и коротких падений со сложенными крыльями. Дятлов-сосунов нередко рассматривают в качестве вредителей леса, поскольку они наносят вред живым деревьям.

## Виды
Международный союз орнитологов относит к роду 4 вида:
- Sphyrapicus nuchalis — Красношапочный дятел-сосун
- Sphyrapicus ruber — Красногрудый дятел-сосун
- Sphyrapicus thyroideus — Сосновый дятел-сосун
- Sphyrapicus varius — Желтобрюхий дятел-сосун